# 岡本泰彰
岡本 泰彰（おかもと やすあき、Okamoto Yasuaki、1980年 - ）は、長崎県・西海市出身、アメリカ・ニューヨーク在住の日本人現代美術家。

## 経歴
2001年、イギリス・ロンドンに渡り独学で絵画制作を開始する。その後スペイン・バルセロナやカナダ・モントリオールに移住、制作。 
2009年、アメリカ・ニューヨークに移り、2010年から2014年の間、Po Kim(英語版)（芸術家、 The Sylvia Wald and Po Kim Art Gallery 創設者）のアシスタントを務め、The Art Students League of New York と The National Academy Museum & School にて油絵、水彩画、ミックスドメディア、ドローイング、版画を学ぶ 。
2015年には前年、同年に獲得した Xavier Gonzalez and Ethel Edwards Grant と Edward G. McDowell Grant を利用し、スペイン・グラナダにスタジオを構え、国内外を旅行しながら作品制作をした。 

## 作品の傾向
海外の多様な文化や生き物に着想を得て、動植物をモチーフに空想世界を描く。『生と死』を表現した作品が多く、被爆地出身の画家ならではの作品も長崎県佐世保市博物館島瀬美術センターで2018年8月9日（長崎市原子爆弾投下日）- 15日（終戦の日）に合わせて開催された『空想家がみる新種の生態展 ー岡本泰彰展ー』で展示している 。

## 主な受賞歴
- 2018年 - 国吉康雄 賞 / 版画
- 2014年 - Edward G. McDowell 旅行助成金獲得[6]
- 2013年 - Xavier Gonzalez(英語版)and Ethel Edwards（英語版） 旅行助成金獲得[3][7]
- 2013年 - レッド ドット受賞 / The Art Students League of New York
- 2013年 - チェルシー国際ファインアートコンペティション / Agora Gallery, ニューヨーク[8]
- 2012年 - 1等賞 現代美術コンペティション / Goldman art management Inc.
- 2012年 - The Lawrence Littman 奨学金獲得[9]
- 2012年 - アートレボリューション台北国際芸術コンペティション最終選考選出[10] / 台湾コンテンポラリー芸術家協会主催
- 2011年 - Mary Birmingham 賞[11] / Hunterdon 美術館, ニュージャージー

## 作品リスト
- 『Not With Us Anymore』 mixed media、2014年
- 『The Times』 油絵、2013年[2][12]
- 『Dear Landlord』 油絵、2011年
- 『Born To Die, Live To Sin』 油絵、2011年[3][4]
- 『1945年8月6日・9日』 油絵、 2009年[5]

## 展覧会
- 空想家がみる新種の生態展 ー岡本泰彰 展ー：2018年8月9日 - 15日 佐世保市博物館島瀬美術センター2F[13]
- Paintings by YASUAKI OKAMOTO : 2013年4月3日 - 7月3日 リンカーン スクエア ネイバーフッド センター、ニューヨーク